# Краунпојнт (Њу Мексико)
Краунпојнт (енгл. Crownpoint) насељено је место без административног статуса у америчкој савезној држави Њу Мексико.

## Демографија
По попису из 2010. године број становника је 2.278, што је 352 (-13,4%) становника мање него 2000. године.
| Група             | 2000.      | 2010.      |
| Белци             | 217 (8,3%) | 112 (4,9%) |
| Афроамериканци    | 11 (0,4%)  | 8 (0,4%)   |
| Азијати           | 10 (0,4%)  | 17 (0,7%)  |
| Хиспаноамериканци | 31 (1,2%)  | 26 (1,1%)  |
| Укупно            | 2.630      | 2.278      |